# Lando Buzzanca
Gerlando Buzzanca, detto Lando (Palermo, 25 agosto 1935 – Roma, 18 dicembre 2022), è stato un attore e cantante italiano.

## Biografia
Nasce a Palermo in una famiglia di attori: lo zio Gino è attore e, in seguito, lo diviene anche il padre, Empedocle, il quale in origine era proiezionista. Compie i suoi studi nella città natale e a diciassette anni si trasferisce a Roma dove, mentre frequenta corsi di recitazione all'Accademia Sharoff (di cui è divenuto poi presidente onorario), inizialmente si adatta a lavori precari e poi esordisce come attore, dapprima in teatro e poi per il cinema.
Dopo alcuni film girati come comparsa, tra cui Ben-Hur, in cui interpretava uno degli schiavi della galea, l'esordio ufficiale arriva nel 1961 con Pietro Germi, che lo sceglie per il ruolo di Rosario Mulè in Divorzio all'italiana e, successivamente, per quello di Antonio in Sedotta e abbandonata. Nel 1964 partecipa, come attore non protagonista, al film di Luciano Ricci Senza sole né luna, un film drammatico che racconta la dura vita da minatori durante gli ultimi mesi di scavo per il traforo del Monte Bianco e affianca Ugo Tognazzi e Claudia Cardinale nel film Il magnifico cornuto.
La scelta dei successivi copioni non sarà sempre fortunata, ritrovandosi spesso a interpretare ruoli stereotipati di maschio siciliano amante delle donne ma un po' sciocco, tanto che la critica cinematografica lo relega inizialmente alla schiera dei caratteristi e degli interpreti del cinema di serie B, con l'eccezione del ruolo da protagonista, nel 1967, di Don Giovanni in Sicilia, diretto da Alberto Lattuada.

### Anni settanta

Lando Buzzanca (secondo da sinistra) negli anni cinquanta con Aldo Rendine (al centro con la pipa), tra gli allievi dell'Accademia Sharoff di Roma

Anche se la critica continua a non essere benevola, la sua vena comica e la sua recitazione spontanea incontrano un vasto consenso di pubblico. Nel 1970 interpreta in televisione Signore e signora, in coppia con Delia Scala, che riscuote enorme successo. La sua battuta "mi vien che ridere" rimarrà un tormentone ricordato e ripetuto dal pubblico per anni.
Anche sull'onda del grande consenso televisivo, i suoi film cominciano a riscuotere un rilevante successo commerciale. La notorietà internazionale gli arriva con Il merlo maschio, commedia sexy all'italiana del 1971, diretta da Pasquale Festa Campanile. Negli anni seguenti si trova così a recitare al fianco di famose attrici di quel periodo, come Claudia Cardinale, Catherine Spaak, Barbara Bouchet, Senta Berger e Joan Collins.
Forte del suo successo commerciale, comincia anche a scegliere da solo i ruoli da interpretare: sue sono, ad esempio, le idee di film, come L'arbitro, Il sindacalista e All'onorevole piacciono le donne, in cui tratteggia parodie di personaggi realmente esistenti e facilmente riconoscibili.

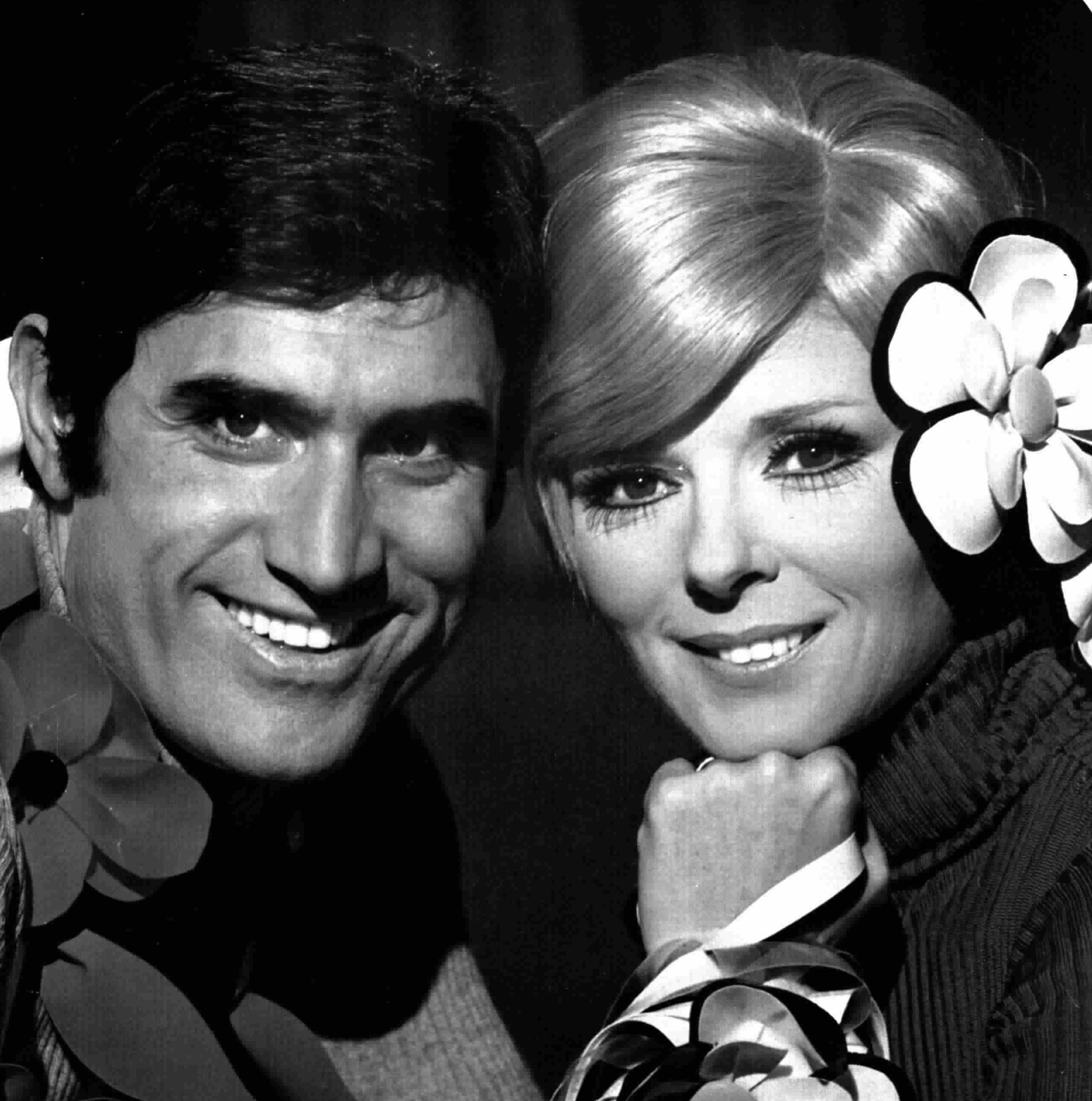
Lando Buzzanca e Delia Scala nel varietà televisivo Signore e signora, regia di Eros Macchi (1970)

A metà degli anni settanta cala l'interesse per questo tipo di film e, inevitabilmente, diminuiscono gli impegni cinematografici di Buzzanca, che non si adatta alla moda della commedia sexy all'italiana, rifiutandosi di comparire in pellicole, quali quelle che renderanno famosi attori come, Alvaro Vitali ed Edwige Fenech, Gloria Guida e Gianfranco D'Angelo, preferendo lavorare in radio, dove per qualche anno sarà protagonista di Gran varietà, con il grottesco "Buzzanco", erede del personaggio televisivo inventato per il varietà Signore e signora.

### Anni ottanta
Gli anni ottanta vedono Buzzanca intensificare l'attività teatrale, dove tra le altre cose è protagonista della commedia di Alberto Silvestri In quel posto là, per la regia di Aldo Trionfo (1981-1982), dello Stratagemma del bellimbusto di George Farquhar, per la regia di Gianfranco de Bosio (1983-1984), delle commedie di Georges Feydeau La pulce nell'orecchio (1983) e Sarto per signora (1984-1985), entrambe per la regia di Tonino Pulci. Buzzanca è anche protagonista in televisione del varietà di Rai 2 Vanità, al fianco di Agostina Belli (1984), e insieme a Bruno Gambarotta e Johara prende parte alla riproposizione dello storico quiz Lascia o raddoppia? (1989).

### Anni novanta e duemila
Dopo alcuni anni di attività in teatro, torna nel 2005 a lavorare per la televisione con la fiction Mio figlio, nel ruolo del padre di un ragazzo omosessuale (interpretato da Giovanni Scifoni), ottenendo uno straordinario successo di pubblico, tanto che cinque anni più tardi verrà prodotto un sequel, Io e mio figlio - Nuove storie per il commissario Vivaldi, con gli stessi attori, andato in onda nel 2010, anno in cui Buzzanca compare anche nelle miniserie Lo scandalo della Banca Romana e Capri 3.
Nel 2007 recita nel lungometraggio cinematografico I Viceré di Roberto Faenza, per il quale viene candidato al David di Donatello per il miglior attore protagonista e vince il Globo d'oro al miglior attore.

### Anni duemiladieci
Nel 2012 realizza la serie televisiva Il restauratore, che ottiene un grande successo - con più di sei milioni di spettatori - replicato dalla seconda stagione due anni dopo. Il 7 agosto 2013 viene ritrovato in casa privo di sensi e con tagli alle vene dei polsi. Il tentato suicidio, inizialmente smentito, viene poi confermato dall'attore a un anno di distanza.
Nel 2016 prende parte all'undicesima edizione di Ballando con le stelle, danzando in coppia con Sara Mardegan e l'anno successivo compare in alcune scene del film Chi salverà le rose? di Cesare Furesi, al fianco di Carlo Delle Piane, nel quale i due interpretano una coppia di anziani omosessuali; è stata l'ultima apparizione al cinema sia per Delle Piane, sia per Buzzanca.

### Malattia e morte
Ritiratosi a vita privata nel 2019, nell'aprile 2021, dopo una caduta, subisce le conseguenze di una malattia invalidante che distrugge le sue facoltà cognitive e fisiche, determinandogli un'afasia e venendo ricoverato in una RSA per oltre un anno. Dopo il trasferimento a Roma nella clinica Villa Speranza, dopo accuse incrociate tra i figli e la compagna Francesca Della Valle, vi muore il 18 dicembre del 2022, all'età di 87 anni. Il funerale si è svolto il 21 dicembre a Roma, nella basilica di Santa Maria in Montesanto, chiamata con la popolare definizione di "Chiesa degli artisti". Dopo la cremazione le ceneri sono state sparse nel mare di Mondello.

## Posizione politica
Durante la Prima Repubblica, Lando Buzzanca era un elettore dichiarato del Movimento Sociale Italiano: era anche amico personale di Giorgio Almirante; in un'intervista si dichiarò "socialista di destra". In seguito aderì ad Alleanza Nazionale (partito erede del MSI), divenendo consulente culturale del segretario Gianfranco Fini. Nei primi anni 2000 sostenne, anche attivamente, l'operato di Silvio Berlusconi, ma in seguito se ne distanziò.
In occasione della prima messa in onda della miniserie televisiva Mio figlio, nella primavera del 2005, all'interno della quale veniva anche  trattato il tema dell'omosessualità, l'attore è stato invece oggetto di critiche da parte del centro-destra.

## Nella cultura
Il volto di Lando Buzzanca ispirò i tratti del personaggio di Jonny Logan, protagonista dell'omonima serie a fumetti umoristico-satirica edita tra il 1972 e il 1978 in cui una squadra di cacciatori di taglie milanesi si trovava alle prese con problemi d'attualità dell'Italia dell'epoca, come il terrorismo, l'infiltrazione mafiosa nella politica, il referendum abrogativo sul divorzio, le tasse, l'emigrazione interna. I fumetti ottennero un grande successo commerciale, con una tiratura di oltre 100.000 copie al mese e numerosi fan club in tutta Italia; la serie fu pubblicata anche in Francia, Grecia e Jugoslavia.
Lando Buzzanca ispirò anche il titolo e il nome del protagonista del fumetto Lando, serie sexy-umoristica per adulti pubblicata in Italia dal 1973 al 1986. Anche in questo caso, il personaggio avrebbe dovuto avere in origine i tratti somatici di Buzzanca, tuttavia vennero poi scelte le fattezze di Adriano Celentano, per invogliare il personaggio a parlare con gergo ed espressioni giovanilistiche milanesi tipici del molleggiato; rimase comunque il nome Lando.

## Filmografia

### Cinema

Lando Buzzanca e Aldo Puglisi in Sedotta e abbandonata (1964) di Pietro Germi

Lando Buzzanca e Barbara Bouchet ne Il prete sposato (1970) di Marco Vicario

Lando Buzzanca ne Il merlo maschio (1971) di Pasquale Festa Campanile

Lando Buzzanca in Homo Eroticus (1971) di Marco Vicario

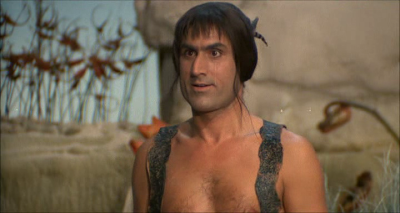
Lando Buzzanca in Quando le donne persero la coda (1972) di Pasquale Festa Campanile

Antonia Santilli e Lando Buzzanca in Io e lui (1973) di Luciano Salce

Lando Buzzanca in Il magnate (1973) di Giovanni Grimaldi

Lando Buzzanca con Ciccio Ingrassia in Il cav. Costante Nicosia demoniaco ovvero: Dracula in Brianza (1975) di Lucio Fulci

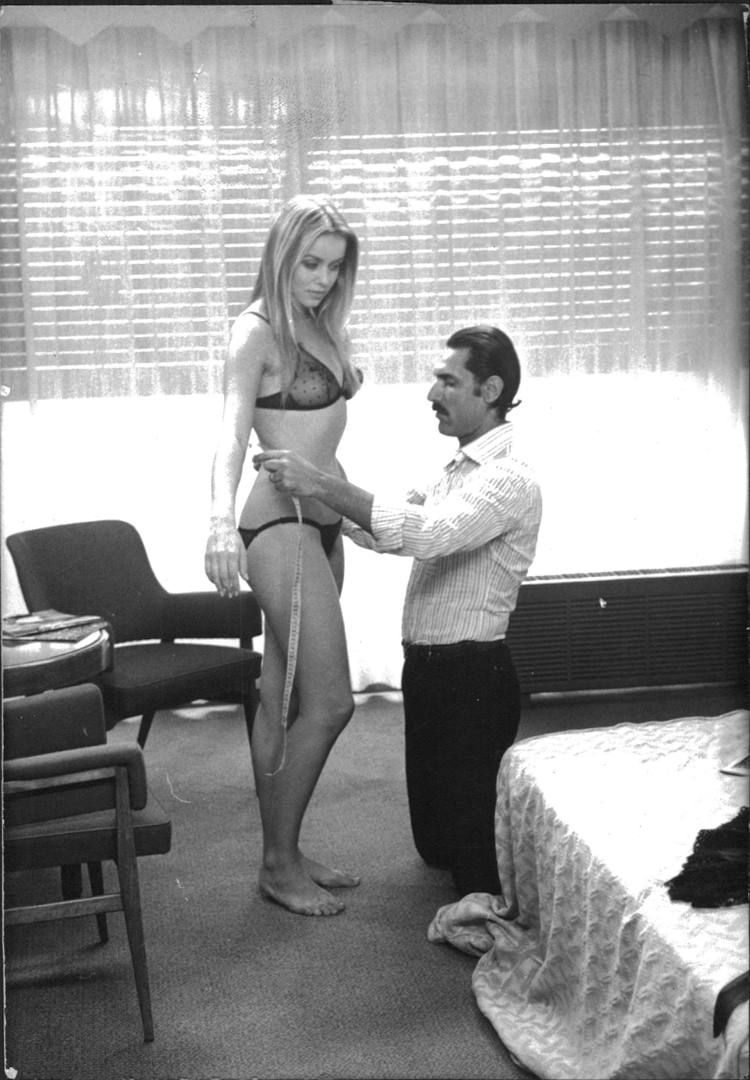
Gloria Guida e Lando Buzzanca ne Il gatto mammone (1975) di Nando Cicero

- Il segno di Venere, regia di Dino Risi (1955)[16]
- Ben-Hur, regia di William Wyler (1959)
- Divorzio all'italiana, regia di Pietro Germi (1961)
- I giorni contati, regia di Elio Petri (1962)
- Giallo a Firenze (Escapade in Florence), regia di Steve Previn (1962)
- Totò di notte n. 1, regia di Mario Amendola (1962)
- La parmigiana, regia di Antonio Pietrangeli (1963)
- La smania addosso, regia di Marcello Andrei (1963)
- Le monachine, regia di Luciano Salce (1963)
- Tutto il bello dell'uomo, regia di Aldo Sinesio (1963)
- I mostri, regia di Dino Risi (1963)
- Totò sexy, regia di Mario Amendola (1963)
- Sedotta e abbandonata, regia di Pietro Germi (1964)
- Amore in 4 dimensioni, registi vari (1964)
- I marziani hanno 12 mani, regia di Castellano e Pipolo (1964)
- Cadavere per signora, regia di Mario Mattoli (1964)
- Il magnifico cornuto, regia di Antonio Pietrangeli (1964)
- L'idea fissa, regia di Mino Guerrini e Gianni Puccini, episodio La prima notte (1964)
- Extraconiugale, regia di Massimo Franciosa, episodio La doccia (1964)
- Senza sole né luna, regia di Luciano Ricci (1964)
- Letti sbagliati, regia di Steno (1965)
- James Tont operazione U.N.O., regia di Bruno Corbucci, Giovanni Grimaldi (1965)
- Su e giù, regia di Mino Guerrini (1965)
- Colpo grosso ma non troppo, regia di Gérard Oury (1965)
- Made in Italy, regia di Nanni Loy (1965)
- James Tont operazione D.U.E., regia di Bruno Corbucci (1966)
- Racconti a due piazze, regia di Gianni Puccini (1966)
- Ringo e Gringo contro tutti, regia di Bruno Corbucci (1966)
- Per qualche dollaro in meno, regia di Mario Mattoli (1966)
- Caccia alla volpe, regia di Vittorio De Sica (1966)
- I nostri mariti, regia di Luigi Zampa, episodio Il marito di Olga (1966)
- Spia spione, regia di Bruno Corbucci (1966)
- Una rosa per tutti, regia di Franco Rossi (1966)
- Vayas con dios, Gringo, regia di Edoardo Mulargia (1966)
- Don Giovanni in Sicilia, regia di Alberto Lattuada (1967)
- Le dolci signore, regia di Luigi Zampa (1967)
- Operazione San Pietro, regia di Lucio Fulci (1967)
- Colpo di sole, regia di Mino Guerrini (1968)
- Meglio vedova, regia di Duccio Tessari (1968)
- 7 uomini e un cervello, regia di Rossano Brazzi (1968)
- Il trionfo della casta Susanna, regia di Franz Antel (1969)
- Quei temerari sulle loro pazze, scatenate, scalcinate carriole, regia di Ken Annakin (1969)
- Professione bigamo, regia di Franz Antel (1969)
- Puro siccome un angelo papà mi fece monaco... di Monza, regia di Giovanni Grimaldi (1969)
- La donna a una dimensione, regia di Bruno Baratti (1969)
- Un caso di coscienza regia di Giovanni Grimaldi (1970)
- Nel giorno del Signore, regia di Bruno Corbucci (1970)
- Fermate il mondo... voglio scendere!, regia di Giancarlo Cobelli (1970)
- Il debito coniugale, regia di Franco Prosperi (1970)
- Quando le donne avevano la coda, regia di Pasquale Festa Campanile (1970)
- Il prete sposato, regia di Marco Vicario (1970)
- La prima notte del dottor Danieli, industriale, col complesso del... giocattolo, regia di Giovanni Grimaldi (1970)
- Le belve, regia di Giovanni Grimaldi (1971)
- Il vichingo venuto dal sud, regia di Steno (1971)
- Homo Eroticus, regia di Marco Vicario (1971)
- Il merlo maschio, regia di Pasquale Festa Campanile (1971)
- Quando le donne persero la coda, regia di Pasquale Festa Campanile (1972)
- Nonostante le apparenze... e purché la nazione non lo sappia... All'onorevole piacciono le donne, regia di Lucio Fulci (1972)
- Il sindacalista, regia di Luciano Salce (1972)
- Jus primae noctis, regia di Pasquale Festa Campanile (1972)
- L'uccello migratore, regia di Steno (1972)
- La calandria, regia di Pasquale Festa Campanile (1972)
- Il magnate, regia di Giovanni Grimaldi (1973)
- Io e lui, regia di Luciano Salce (1973)
- La schiava io ce l'ho e tu no, regia di Giorgio Capitani (1973)
- L'arbitro, regia di Luigi Filippo D'Amico (1974)
- Il domestico, regia di Luigi Filippo D'Amico (1974)
- Bello come un arcangelo, regia di Alfredo Giannetti (1974)
- Il fidanzamento, regia di Giovanni Grimaldi (1975)
- Il cav. Costante Nicosia demoniaco ovvero: Dracula in Brianza, regia di Lucio Fulci (1975)
- Il gatto mammone, regia di Nando Cicero (1975)
- San Pasquale Baylonne protettore delle donne, regia di Luigi Filippo D'Amico (1976)
- Il pupazzo, regia di René Cardona Jr. (1977)
- Travolto dagli affetti familiari, regia di Mauro Severino (1978)
- Prestami tua moglie, regia di Giuliano Carnimeo (1980)
- Los Crápulas, regia di Jorge Pantano (1981)
- Vado a vivere da solo, regia di Marco Risi (1982)
- Secondo Ponzio Pilato, regia di Luigi Magni (1987)
- Lo sciupafemmine, regia di Michele Massimo Tarantini (1988)
- Tutti gli anni una volta l'anno, regia di Gianfrancesco Lazotti (1994)
- Il popolo degli uccelli, regia di Rocco Cesareo (1998)
- Il segreto del giaguaro, regia di Antonello Fassari (2000)
- Come inguaiammo il cinema italiano - La vera storia di Franco e Ciccio, regia di Ciprì e Maresco (2004)
- Incidenti, regia di Toni Trupia, episodio Cari amici vicini e lontani (2005)
- I Viceré, regia di Roberto Faenza (2007)
- Achille, regia di Giorgia Farina – cortometraggio (2010)
- L'ultimo passo del perdono, regia di Alessandro Derviso – cortometraggio (2016)
- Chi salverà le rose?, regia di Cesare Furesi (2017)

### Televisione
- Tutto da rifare pover'uomo, regia di Eros Macchi – miniserie TV (1960)
- La trincea, regia di Vittorio Cottafavi – miniserie TV (1961)
- Il mondo è una prigione, regia di Vittorio Cottafavi – film TV (1962)
- Racconti dell'Italia di oggi - Una lapide in Via Mazzini, regia di Vittorio Cottafavi – film TV (1962)
- La moglie di papà, regia di Marcello Sartarelli – film TV (1963)
- La piccola cioccolataia, regia di Gianfranco Bettetini – film TV (1965)
- Il mondo di Pirandello – serie TV, 1 episodio (1968)
- Il cenerentolo – film TV (1969)
- Quel negozio di Piazza Navona – miniserie TV (1969)
- Cinema – film TV (1989)
- Cornetti al miele, regia di Sergio Martino – film TV (2000)
- Una famiglia per caso, regia di Camilla Costanzo e Alessio Cremonini – film TV (2003)
- Il cielo può attendere (2005)
- Mio figlio, regia di Luciano Odorisio – miniserie TV (2005)
- Chiara e Francesco, regia di Fabrizio Costa – miniserie TV (2007)
- La baronessa di Carini, regia di Umberto Marino – miniserie TV (2007)
- Io e mio figlio - Nuove storie per il commissario Vivaldi – serie TV (2010)
- Lo scandalo della Banca Romana, regia di Stefano Reali – miniserie TV (2010)
- Capri 3 – serie TV (2010)
- Terra ribelle 2 – serie TV (2012)
- Il restauratore – serie TV (2012-2014)
- Donne in gioco – miniserie TV (2013)
- W gli sposi, regia di Valerio Zanoli – film TV (2019)

### Prosa televisiva Rai
- La coda della volpe di Alfio Berretta e di Vittorio Tocci, regia di Enrico Colosimo, trasmessa sul Programma Nazionale il 19 agosto 1960.
- I Civitoti in Pretura di Nino Martoglio, regia di Enrico Fulchignoni (1961)
- Tutto da rifare pover'uomo, commedia di Hahs Fallada, regia di Eros Macchi, trasmessa l'8 gennaio 1961.
- Una lapide in via Mazzini, racconto di Giorgio Bassani, regia di Mario Landi, trasmesso il 10 ottobre 1962.
- La grande magia, regia di Eduardo De Filippo (1964)
- La paura numero uno, regia di Eduardo De Filippo (1964)
- La pulce nell'orecchio (1983)

## Programmi televisivi
- Signore e signora – varietà televisivo (Programma Nazionale, 1970)
- Settimo anno – varietà televisivo (Rete 1, 1977)
- Giochiamo al varieté – varietà televisivo (Rete 1, 1980)
- Lo scatolone – varietà televisivo (Rete 3, 1982)
- Varietà – varietà televisivo (Rai 1, 1984)
- Vanità – varietà televisivo (Rai 1, 1984)
- Lascia o raddoppia? – quiz televisivo (Rai 1, 1989)
- Striscia la notizia – varietà televisivo (Canale 5, 1991)
- Techetechete' – puntata 10 (Rai 1, 2015)
- Ballando con le stelle – varietà televisivo (Rai 1, 2016)
- Meglio tardi che mai – docu-reality televisivo (Rai 2, 2017)

## Prosa radiofonica Rai
- Intervista all'autore di Jean Anouilh, regia di Luciano Mondolfo (1965)

## Discografia

### Singoli
- 1971 – Il bello/Vado bene per Parigi (Odeon, 3C-006-17748)
- 1974 – Canzuncella cafona/La vita che d'è (Cinevox, MDF-067)
- 1978 – L'uomo oggetto/L'uomo oggetto (strumentale) (Carosello, CI-20463)
- 1981 – Ma che sei stata tu/Canzone contro (Yep, YEP 00739)

## Riconoscimenti
- David di Donatello
  - 2008 – Candidatura al migliore attore protagonista per I Viceré

- Globo d'oro
  - 2008 – Miglior attore per I Viceré

- Laceno d'oro
  - 1965 – Laceno d'oro all'attore giovane per La parmigiana

- Magna Graecia Film Festival
  - 2014 – Colonna d'oro alla carriera

## Doppiatori italiani
- Mario Colli in I giorni contati, Il magnifico cornuto
- Carlo Reali in I mostri
- Carlo Giuffrè in Racconti a due piazze
- Francesco Pannofino in Giallo a Firenze (doppiaggio tardivo)